# Nilodorum tainanum
Nilodorum tainanum är en tvåvingeart som först beskrevs av Jean-Jacques Kieffer 1912.  Nilodorum tainanum ingår i släktet Nilodorum och familjen fjädermyggor. Inga underarter finns listade i Catalogue of Life.